# アレクサンドラ・バーク
アレクサンドラ・イメルダ・セシリア・ユーエン・バーク（Alexandra Imelda Cecilia Ewen Burke、1988年8月25日-）は、イギリスの歌手。2008年のXファクター優勝者。

## 来歴
ロンドンのイズリントン出身。ジャマイカ人とアイルランド人の血筋を持つ。2005年の『Xファクター』第2シリーズに初めて出場するが、審査員による自宅訪問の段階で落選し、ライブショー進出はならなかった。
2008年に3年ぶりに挑んだ『Xファクター』第5シリーズでオーディションを勝ち抜き、ガールズ・アラウドのシェリル・コールから指導を受けた。3年前に落選した自宅訪問を突破し雪辱を果たすと、ライブショーにて1度もボトム2になることなく、4人組ボーカルグループJLSとの最終決戦に臨んだ。決勝のテーマはレナード・コーエンの『ハレルヤ』の課題であり、最終的に約800万票を獲得し優勝した。彼女はXファクター初の女性優勝者だった。優勝直後に発売された『ハレルヤ』はクリスマスチャート1位、年間チャートでも88万枚を売り上げ、1位を獲得した。

## ディスコグラフィー

### アルバム
| 2009                                      | Overcome           | - 発売日: 2009年10月19日 - レーベル: Syco, Epic - フォーマット: CD, digital download - 全英売上: 82.1万枚 | 1  | 54 | 73 | 60 | 2  | 61 | 1  | 54 | - UK: 2× プラチナ - IRE: 2× プラチナ |
| 2012                                      | Heartbreak on Hold | - 発売日: 2012年6月4日 - レーベル: RCA - フォーマット: CD, digital download - 全英売上: 1万枚             | 18 | —  | —  | —  | 27 | —  | 20 | —  |                                      |
| 2018                                      | The Truth Is       | - 発売日: 2018年3月16日 - レーベル: Decca - フォーマット: CD, digital download                            | 16 | —  | —  | —  | —  | —  | 8  | —  |                                      |
| "—"は未発売またはチャート圏外を意味する。 |                    | |    |    |    |    |    |    |    |    |                                      |